# Лорка (футбольний клуб)
ФК «Лорка» (ісп. Lorca Fútbol Club, S. A. D.) — іспанський футбольний клуб з однойменного міста, заснований у 2003 році. Виступає в Сегунді. Домашні матчі приймає на стадіоні «Естадіо Франциско Артес Караско», місткістю 8 120 глядачів.

## Попередні назви
- 2003—2010 — «Ла Хойя Депортіва»;
- 2010—2016 — «Ла Хойя Лорка»;
- з 2016 — «Лорка».